# 伊通镇
伊通镇为中国吉林省的中南部的一个镇，是伊通满族自治县的首府。位于长春市以南48公里，伊通河畔，因伊通河而得名。辖区面积263平方公里，人口13万人，其中城镇人口8万人。2016年县城城区部分析置永宁街道和永盛街道。行政区划调整后面积226.6平方千米，人口4.6万。镇政府驻地后范村。

## 历史
清代康熙二十年（1681年），在此建成京师至吉林的驿站。雍正六年（1728年）在此设二旗公署（属永吉州），开辟街路，逐渐形成市镇。此后一直成为伊通河巡检、伊通州治所。1913年，伊通撤州设县，伊通镇成为县治。1938年成立伊通街。1941年成立通阳县，县公署设在伊通街。1947年，设为伊通县城关区。1956年撤销城关区设立伊通镇。2016年县城城区部分析置永宁街道和永盛街道，保留伊通镇建置，管辖农村部分地区。

## 地理
伊通镇属丘陵地带，南部为丘陵山区，其余呈微起伏台地和平原。伊通河由东南至西北贯穿伊通镇全境。伊通七星山之东尖山和西尖山位于镇域北侧，东尖山位于城北6公里，西尖山位于城北4公里，二山相距6公里，两山山形相似，高度相近，在民间有“二郎担山”的传说。    
伊通镇属温带季风气候。年平均气温4.6℃，年平均时数为2536小时。

## 行政区划
2016年行政区划调整后，伊通镇下辖23个行政村：
东新村、新德村、五四村、头道村、永新村、新立村、东尖村、建国村、长安村、星光村、小营城子村、前桥村、利民村、前范村、任家村、后范村、二道村、兴隆村、关家村、北岭村、西宋村、跃进村和新四村。

## 经济
伊通镇是全县经济中心，工业总量占全县80%以上，以汽车配件产业、建材业、农副产品加工业等为主。农业以优质水稻、高产玉米、绿色蔬菜和生猪、梅花鹿、肉牛养殖等为为主。

## 交通
伊通镇交通发达，长营高速公路(长春至营城子)、长辽高速公路(长春至辽源)、长东(长春至东丰)、长白(长春至白山)、九开(九台至开原)等省级公路均经过伊通镇，现已成为吉林省南部东部县市通往省会长春市的交通要冲。全县唯一的火车站伊通站位于伊通镇建国村，有城际列车直达长春市和辽源市。